# Лосяцкий сельский совет
Лосяцкий сельский совет (укр. Лосяцька сільська рада) — входит в состав
Борщёвского района
Тернопольской области
Украины.
Административный центр сельского совета находится в 
с. Лосяч.

## Населённые пункты совета
- с. Лосяч